# Plum Grove (Texas)
Plum Grove es una ciudad ubicada en el condado de Liberty en el estado estadounidense de Texas. En el Censo de 2010 tenía una población de 600 habitantes y una densidad poblacional de 61,76 personas por km².

## Geografía
Plum Grove se encuentra ubicada en las coordenadas 30°12′3″N 95°5′45″O / 30.20083, -95.09583. Según la Oficina del Censo de los Estados Unidos, Plum Grove tiene una superficie total de 9.72 km², de la cual 9.71 km² corresponden a tierra firme y (0%) 0 km² es agua.

## Demografía
Según el censo de 2010, había 600 personas residiendo en Plum Grove. La densidad de población era de 61,76 hab./km². De los 600 habitantes, Plum Grove estaba compuesto por el 91.5% blancos, el 0.33% eran afroamericanos, el 0.33% eran amerindios, el 0% eran asiáticos, el 0% eran isleños del Pacífico, el 6.5% eran de otras razas y el 1.33% pertenecían a dos o más razas. Del total de la población el 12.33% eran hispanos o latinos de cualquier raza.